# Hermann Recknagel
Hermann Recknagel, nemški general, * 18. julij 1892, † 23. januar 1945.